# フォールディングカメラ

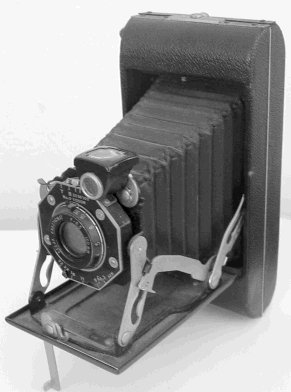
折り畳んでいない状態

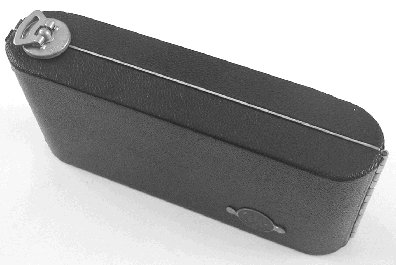
折り畳んだ状態

フォールディングカメラ（Folding camera ）は折り畳み式カメラのことである。
長く伸びた蛇腹を折り畳み、底板兼用の前蓋を閉じると薄い箱型になり携帯に便利なカメラのことで、写真乾板を使用する製品が多い。ロールフィルムが出る前のカメラはこの形式が主力であった。ドイツのイデアル、日本では小西六のリリーが有名であった。
1889年にコダックからロールフィルムが出され、フォールディングカメラの普及に拍車をかけた。のちにバネの力で蛇腹を伸ばすスプリングカメラに世代交代をする。